# Stephenie Meyer
Stephenie Morgan Meyer (Hartford, Connecticut, 1973. december 24. –) amerikai írónő. 

## Fiatalkora és magánélete
Szülei Stephen és Candy Morgan. Keresztnevét édesapja után kapta, persze lányosítva. Öt testvére van: Seth (aki az írónő honlapját szerkeszti), Emily, Jacob, Paul és Heidi. Gyermekkorukat Phoenixben, Arizonában töltötték. Itt ismerkedett meg férjével is (akinek beceneve "Pancho") és 1994-ben össze is házasodtak. Stephenie egy évvel később sikeresen befejezte a Brigham Young Egyetem angol szakát.
Három fiúgyermekük született: Gabe, Seth és Eli. Meyer mormon vallású, tagja Az Utolsó Napok Szentjeinek Jézus Krisztus Egyháza nevű közösségnek.

## Pályafutása

### Az Alkonyat leszáll
Az Alkonyat ötlete álmában fogant meg, egész pontosan 2003. június 2-án. Álmában egy halandó lányt látott, aki egy vámpír fiúval beszélgetett egy mezőn. A vámpír szerelmes volt a lányba, de ugyanakkor mérhetetlenül kívánta annak vérét is. Miután felébredt, úszóedzésre vitte fiait, és amíg rájuk várakozott, addig aprólékosan megírta álmának történéseit, később ez lett az Alkonyat (egyik leghíresebb) 13. fejezete. Szinte minden napját a számítógép előtt töltötte és írt. Éjjeliszekrényére jegyzetfüzetet és ceruzát készített ki. Amikor éjjel vagy reggel felébredt és álmában olyan dolgot látott, ami a könyv hasznára válhat, akkor rögtön leírta. Azelőtt soha nem írt semmit, de onnantól, hogy papírra vetette a 13-as fejezetet, csupán három hónapjába telt, míg elkészült a teljes könyvvel, és nekikezdett az Epilógusok írásának is. Rengeteget készített belőlük, így nyilvánvalóvá vált számára, hogy a történetnek még koránt sincs vége.
Ahogy a könyvvel elkészült, megmutatta húgának, Emilynek, aki miután elolvasta, azt ajánlotta neki, hogy próbálja meg kiadatni. Könyvét több kiadónak is elküldte, akik vagy figyelemre sem méltatták vagy sajnálkozó levélben közölték vele, hogy könyve nem vág a profiljukba. Ekkor majdnem feladta, de még tett egy kísérletet: feliratkozott a WritersMarket.com-ra, ahol kikeresett több kisebb kiadót és Irodalmi Ügynökséget. (Ezeket az ügynökségek hasonlítanak az ingatlanpiaci értékesítőkre. Az ügynök azon munkálkodik, hogy az adott terméket minél több helyen bemutassa, szakértő véleményével, és az ajánlati árakat is feljebb nyomja). 15 helyre küldte el bemutatkozó és érdeklődő levelét, 7-8 helyről küldtek nemleges választ vissza. Az írónő azokat is megtartotta emlékbe. Stephenie Meyer legnagyobb örömére végül a Writers House levélben kérte meg küldje el az első három fejezetet nekik. Aztán kérték küldje el az egész könyvet, mert esetleg érdekelné őket. Egy hónap múlva a Writers House egyik munkatársa, Jodi Reamer felhívta telefonon és közölte vele, hogy szívesen elvállalná az ügynöki munkát. Két hétig dolgoztak még a könyvön, hogy olyan formába hozzák, ami elnyerheti a kiadók tetszését. Először is a címet kellett megváltoztatni. Eredetileg Forks volt a könyv címe, de ezt nem találták elég jónak, így az Alkonyatot választották helyette. Miután végeztek a munkával, 9 kiadónak küldték el a könyvet és vártak. Nem kellett sokáig várakozniuk, a Little, Brown and Company Kiadó egyik vezetője egy belföldi repülőút alatt olvasta végig a könyvet és a Hálaadás napját követő másnap már elő is állt egy csábító ajánlattal, melyben 750 000 amerikai dollár értékben le is szerződtek vele további három részt is megrendelve. Ekkor már hat hónap telt el a sorsfordító álom óta.
A Breaking Dawn megjelenését hatalmas várakozás előzte meg, országos megjelenési bulikat tartottak, sok helyen már órákkal a könyvesboltok nyitása előtt letáboroztak, hogy az elsők között vehessék át a negyedik részt. Csak az első napon 1,3 millió darabot adtak el a könyvből. Mind a négy könyv hetekig szerepelt a The New York Times ifjúsági irodalom toplistáján.
Az Alkonyatban játszódó történet, mely a főhősnő Bella elbeszélésben követhetünk figyelemmel, nem mindennapi módon újra meg szerette volna írni, de ezúttal Edward szemén keresztül. Ennek a címe Midnight Sun lett volna. Valószínűleg meg fog jelenni, annak ellenére, hogy tavaly 2008 augusztusában hatalmas botrány kavart a tény, hogy a félig kész könyvet egy ismerőse kiszivárogtatta és feltöltötték azt az internetre. Stephenie Meyer nyilatkozatában kijelentette, hogy mélységesen csalódott, és egyelőre abbahagyja az írást és inkább a családjával tölt több időt. Az első elkészült 12 fejezetet ő maga is feltette honlapjára, és elnézést kért a rajongóktól, hogy csupán a nyers formát olvashatják, és nem a végleges, igényesebb változatot.
Az Alkonyat folytatásai már magyarul is megjelentek (kivéve a Midnight Sun). Folytatásai: New Moon, Eclipse, Breaking Dawn és Midnight Sun.
Az Alkonyatból filmet is forgattak. A jogokat 2007 elején vásárolta meg a Summit Entertainment, 2008 év elején kezdték meg a forgatást, a bemutató pedig 2008. november 21-én volt az Egyesült Államokban. Az amerikai Music Television teljes mellbedobással támogatta a filmet és a bemutatóját. A tömeghisztériát nagyon jól mutatja az, hogy a színészeket már a forgatás alatt rendszeresen követték a rajongók, az első rövid jelenet bemutatójának egy szavát sem lehetett érteni az állandó sikoltozás miatt. A filmet többnyire Oregon államban forgatták, nem az „eredeti” helyszíneken. Előreláthatólag 2009. november 20-án jön Amerikában a második rész adaptációja is.

### A Burok
2008 elején jelent meg A burok című könyve (Magyarországon 2008 végén), mely már a felnőtteknek íródott és az eddigiektől eltérően sci-fi történet. Már születőben van ennek is egy folytatása, de eddig még nem biztos, hogy megjelenik. Ennek a Lélek címet adta egyelőre.
A történet megszületésével kapcsolatban nyilatkozta: „Azt kívánom, bárcsak olyan érdekes lenne a Burok ötletének felmerülése is, mint az Alkonyaté, de az igazság az, hogy akkor épp egy halálosan unalmas autóúton voltunk a gyerekekkel Phoenixből Salt Lake City felé. Semmi más nem volt az úton csak sivatag és tömény csúfság. A gyerekek lefoglalták magukat egy filmmel a hátsó ülésen, míg én teljesen magamra maradva unatkoztam a kormánynál és történeteket meséltem magamnak. Egyszer csak azon kaptam magam, hogy az egy testbe zárt két – ugyanabba a férfiba szerelmes – lélek ötlete gyökeret eresztett bennem.”[forrás?]

## Érdekességek
- Meyer kedvenc együttesei: Muse, Blue October, Coldplay és a Linkin Park. Honlapján meghallgathatóak azok a számok is, amelyeket előszeretettel hallgatott a könyvek megírása közben.
- Meyer honlapján – melyet öccse, Seth Morgan szerkeszt – olyan extrák találhatóak, mint például a könyvekből kivágott részek, vagy az utólag érdekességképpen megkomponált jelenetek, párbeszédek. (Például: a könyvekben csak az egyik fél oldaláról ismert telefonbeszélgetések teljes, két résztvevős szövegei).
- Forksot úgy választotta ki az írónő, hogy rákeresett a Google-ön, az Amerikai Egyesült Államok legesősebb területére.
- Edward nevét úgy választotta ki, hogy klasszikus regényekben keresgélt olyan elnevezések után, amelyeket régen a romantikus érzelmekkel kötöttek össze, mára azonban kimentek a divatból.
- Bella nevére sokkal tovább tartott rátalálni. Akárhány nevet is talált ki egyiket sem találta elég jónak, így végül azt a nevet választotta, amelyet egy esetleges kislány születésére tartogatott: Isabella.
- Más nevek: Rosalie eredetileg Carol volt, Jasper pedig Ronald, de végül úgy találta, hogy az előbbi nevek jobban illenek hozzájuk így átírta őket. A folytatások írása közben azonban többször is megesett, hogy Carolt vagy Ront írt, teljesen megzavarva ezzel néha a kiadót.
- Karaktereinek nevét és tulajdonságát gyakran "kölcsönzi" valós, hozzá közel álló személyektől. Például A burokban szereplő Melanie Stryder keresztnevét unokahúga után, míg vezetéknevét egy középiskolai ismerőse után választotta.
- Az Alkonyat nyomán készült 2008-as film egy éttermi jelenetében maga az írónő is szerepel.

## Magyarul
- A burok; ford. Farkas Veronika; Agave Könyvek, Bp., 2008
- Twilight. Alkonyat; ford. Rakovszky Zsuzsa; Könyvmolyképző, Szeged, 2008 (Vörös pöttyös könyvek)
- New moon. Újhold; ford. Rakovszky Zsuzsa; Könyvmolyképző, Szeged, 2009 (Vörös pöttyös könyvek)
- Eclipse. Napfogyatkozás; ford. Rakovszky Zsuzsa; Könyvmolyképző, Szeged, 2009 (Vörös pöttyös könyvek)
- Földi pokol; in: Pokoli báléjszakák; ford. Szabó Szilvia; Könyvmolyképző. Szeged, 2009 (Vörös pöttyös könyvek)
- Twilight. Alkonyat. Képregény, 1-2.; Stephenie Meyer alapján, rajz., átdolg. Young Kim, ford. Rakovszky Zsuzsa, átdolg. Gebula Judit; Könyvmolyképző, Szeged, 2010-2011 (Vörös pöttyös könyvek)
- Breaking dawn. Hajnalhasadás; ford. Bosnyák Viktória; Könyvmolyképző, Szeged, 2010 (Vörös pöttyös könyvek)
- Bree Tanner rövid második élete. Az Eclipse-hez; ford. Bosnyák Viktória; Könyvmolyképző, Szeged, 2010 (Vörös pöttyös könyvek)
- A Twilight világa. Hitelesen, színesen; ford. Marczali Ferenc, Szigeti Vera; Könyvmolyképző, Szeged, 2011 (Vörös pöttyös könyvek)
- A burok; ford. Farkas Veronika; bőv. kiad.; Agave Könyvek, Bp., 2015
- A vegyész; ford. Farkas Veronika; Agave Könyvek, Bp., 2016
- Life and death. Egy életem egy halálom. Twilight 2.0; ford. Guti Eszter; Könyvmolyképző, Szeged, 2019 (Vörös pöttyös könyvek)
- Midnight Sun. Éjféli nap; ford. Sárai Vanda; Könyvmolyképző, Szeged, 2020 (Twilight saga)